# Jaromír Sedláček
Jaromír Sedláček (2. září 1885 Slavkov u Brna – 12. dubna 1945 Brno) byl českých právník. Svým teoretickým zaměřením byl normativista. Je označován za jednoho z nejvýznamnějších českých právníků civilistů.

## Život
V roce 1904 maturoval na českém gymnáziu v Uherském Hradišti. V letech 1904–1906 studoval na právnické fakultě ve Vídni, v letech 1906–1908 na právnické fakultě v Praze, kde v roce 1909 získal doktorát práv. Poté studoval v Berlíně u prof. Kohlera pojišťovací právo. V letech 1912–1914 působil jako koncipista v advokacii a u soudu, pak v Živnostenské bance, kde se věnoval institutu bankovního deposita, a v pojišťovně Moldavia. Poté byl konceptním úředníkem brněnského zemského výboru, ale v listopadu 1917 byl povolán na frontu. Roku 1918 se stal zemským sekretářem a oženil se s Marií Škardovou, se kterou měl dcery Zoru (* 1920) a Jiřinu (* 1923).
Dne 21. května 1917 se habilitoval pro právo občanské a obchodní na české technice v Brně. Od 1. ledna 1920 byl profesorem tamtéž, ale už 1. října 1921 byl jmenován mimořádným profesorem občanského práva na právnické fakultě Masarykovy univerzity, kde se stal 23. ledna 1925 řádným profesorem. V letech 1926–1927 a 1934–1935 pak byl děkanem právnické fakulty. V roce 1930 spolu s docentem Gerlichem v Brně založili Společnost pro mezinárodní právní ochranu mládeže. Zahynul předčasně při leteckém náletu na Brno, když právě šel Husovou ulicí do univerzitní knihovny.

## Dílo
Sedláček byl první, kdo uplatnil východiska normativní teorie v oblasti občanského práva. Ovlivnil ho sice např. i logik Sigwart nebo národohospodář Engliš, základem mu nicméně zůstala Kantova kritická filosofie a myšlenky těch, kteří z ní dále vycházeli. Naopak odmítal idealistické Hegelovy přístupy. Rozlišoval mezi statickou a vědeckou interpretací a dynamickou a praktickou aplikací právních norem. Jejich obsah určuje teleologie, jiné jejich poznání není možné. Tvrdil také, že při aplikaci práva vždy existuje určitá volnost, protože vyšší delegující norma pouze vymezuje určité mantinely. V oblasti teorie pracoval s kategoriemi čistými, obsahovými a systematickými, např. rozlišování soukromého a veřejného práva je příkladem systematického pojmosloví. Jeho myšlenky ale nebyly přínosem jen právní teorii, jeho nejvýznamnější práce Obligační právo měla významný vliv na rozhodovací praxi Nejvyššího soudu a kromě toho s Františkem Roučkem zpracoval monumentální a široce používaný šestidílný komentář k obecnému zákoníku občanskému. Byl také redaktorem mezinárodního odborného časopisu Revue internationale de la théorie du droit.
Základní díla
- O materiálně–právních funkcích pojistky. Díl I. Praha : Bursík & Kohout, 1911.
- O smlouvě schovací se zvláštním zřetelem k bankovnímu uschování cenných papírů. Praha : Bursík & Kohout, 1915.
- Vlastnictví a vlastnické právo : kritický pokus. Brno : Barvič a Novotný, 1919.
- Zrušení obecního statku a správa obecních pozemků v Čechách a na Moravě. Brno : Vydavatel. druž. Mor.-slezské revue, 1919.
- Pozemková reforma : pět civilistických úvah o záboru velkého majetku pozemkového a o tom, co se záborem souvisí. Brno : Barvič & Novotný, 1922.
- Nástin akademických přednášek z občanského práva. Díl I. Brno : Československý akademický spolek „Právník“, 1923.
- Obligační právo. Díl I–III. Brno : Právník, 1924, 1926 a 1929.
- Právní posice rodu knížat z Liechtensteinu a na Liechtensteině podle práva československého. Sv. I–II. Olomouc : nákl. vl., 1928. (Sv. I. – tištěný posudek, sv. II. – dokumenty k posudku.)
- Zákaz čepovati cizí pivo v právovárečných domech (Příspěvek k theorii právnických osob). Brno : Barvič & Novotný, 1930. 37 pp.
- Občanské právo československé : všeobecné nauky. Brno : Právník, 1931. 299 pp.
- Nepravé jednatelství a versio im rem. Brno, 1933.
- Rodinné právo. Brno : Právník, 1934. 221 pp.
- Vlastnické právo : komentář k §§ 353–446 všeob. obč. zák. se zřetelem ku právu na Slovensku a Podkarpatské Rusi platnému. Praha : V. Linhart, 1935. 428 pp.
- Komentář k československému obecnému zákoníku občanskému a občanské právo platné na Slovensku a v Podkarpatské Rusi I–VI. Praha : V. Linhart, 1935–1937, 1877 pp. (Společně s Františkem Roučkem et al.)
- Hospodářství a nový občanský zákoník. Praha : Česká společnost národohospodářská, 1937. 19 pp.
- Reforma manželského práva. Praha : V. Linhart, 1938. 83 pp.